# Atelopus pinangoi
Atelopus pinangoi är en groddjursart som beskrevs av Juan A. Rivero 1982. Atelopus pinangoi ingår i släktet Atelopus och familjen paddor. IUCN kategoriserar arten globalt som akut hotad. Inga underarter finns listade.